# Mănăstirea Cârțișoara
Mănăstirea Cârțișoara este o mănăstire ortodoxă din România situată în comuna Cârțișoara, județul Sibiu.
Mânăstirea Cârțișoara, cu hramul Sfinții Apostoli Petru și Pavel este atestată de prin jurul anilor 1400, cu prilejul unor danii făcute de domnitorul Țării Românești, Mircea cel Bătrîn (1386-1418). Acesta a fost un mare domnitor din istoria României, apărător al hotarelor țării în fața invaziei otomane de la sud de Dunăre, dar și apărător al credinței ortodoxe. Se cunoaște că acest voievod mai  avea și titulatura de “Principe al Țării Făgărașului” și, prin urmare, păstra o vie legătură sentimentală cu mânăstirile de pe versantul nordic al Munților Făgăraș, deoarece se putea implica  în contracararea prozelitismului catolic exercitat cu forță și subtilitate de misionari apuseni, pripășiți pe meleagurile românești. [Se știe că odată cu  declinul Imperiului Bizantin, -declin la care au contribuit și incursiunile  asupra Bizanțului din partea apusenilor - (ex: Cruciada a IV-a),  sfîrșind tragic prin căderea Constantinopolului sub turci, la 1453,- Vaticanul începe să emită pretenții de hegemonie confesională și politică asupra a noi teritorii, încercînd să se impună și în Tările Române, îndeosebi în Ardeal].  
Odată cu trecerea anilor, mânăstirea se va 
evidenția în peisajul vieții duhovnicești al acestei zone geografice. În arhiva Curții Imperiale de la Viena s-au descoperit documente care atestă că monahii viețuitori ai mânăstirilor din aceste ținuturi, precum și de pe tot cuprinsul Ardealului sfătuiau și îndemnau cu insistență populația să nu-și părăsească legea strămoșească ortodoxă. Acest fapt a iritat, (sau ofensat), autoritățile care au devenit treptat ostile față de monahi și mânăstiri. 
Mânăstirea este distrusă la anul 1761 de către trupe imperiale austriece. Se cunoaște faptul că guvernul austriac era aservit confesional Romei catolice.
Din cauza persecuțiilor, mânăstirea  sfîrșește prin a fi incendiată total  de către generalul austriac Bukov, în anul 1761. Bukov a fost executantul fidel al ordinelor împărătesei Maria Tereza de la Viena și el este autorul distrugerii a peste 250 de biserici și mânăstiri ortodoxe din Ardeal. Din vechea mânăstire a mai rămas doar o piatră despre care se presupune că ar fi fost piciorul Sfintei Mese din altarul fostei bisericii.
Deși distrusă din temelie, în amintirea localnicilor nu s-a putut stinge existența acelei vetre monahale care, ca orice alt sfințit așezămînt, este o binecuvîntare pentru folosul celor din împrejurimile lui. În toponimia acestor plaiuri chiar s-a păstrat un luminiș, la buza pădurii, cunoscut sub numele „La mănăstire”, nume parcă predestinat să brăzdeze veacurile tulburi spre zorii unei renașteri. Cei care poposeau fie și pentru cîteva clipe în acest loc, (ciobani, pădurari, localnici), simțeau un fior duhovnicesc aducător de pace și liniște lăuntrică. Simțămînt firesc, cîtă vreme pămîntul acesta era îmbibat de sîngele sfințit al martiriului acelor călugări.
Așa se face că în anul 1991 un colectiv de fruntași evlavioși ai comunei Cârțișoara ia inițiativa de a reînființa vechiul schit. 
Cu binecuvîntarea Înalt Prea Sfinției Sale Dr. Antonie Plămădeală, mitropolitul Transilvaniei la acea dată, cu aprobarea Sfîntului Sinod al Bisericii Ortodoxe Române, mânăstirea s-a reactivat după 1991, ca mânăstire de maici. La data reînființării mânăstirii pe acest loc nu exista nimic. Doar unele săpături au dat la iveală niște resturi de vase ceramice care atestau astfel, arheologic, meșteșugul vechilor monahi de atunci: olăritul.
Tot ceea ce se poate vedea în prezent s-a ridicat din nimic cu mare efort și osteneală de obștea mânăstirii. Oameni de suflet au făcut mici donații care au permis să se construiască utilitățile mînăstirii. Acești binefăcători, cum e firesc, au fost trecuți în rîndul ctitorilor și ei vor fi pomeniți la toate slujbele cîtă vreme va dăinui sfîntul locaș.
Cea mai costisitoare și anevoioasă problemă a fost construcția bisericii. Biserica este în stil ortodox autentic, în plan treflat, cu elemente arhitecturale bizantine și brîncovenești, cu pridvor și fronton trilobat și acoperiș boltit, arhitectura și programul iconografic fiind în grija părintelui protosinghel Dimitrie Papacioc, din 1998 duhovnicul mânăstirii, cel care a condus și lucrările de execuție. De altfel, întregul ansamblu monahal este opera obștei de maici viețuitoare aici, în prezent sub conducerea a maicii starețe Siluana.
Mânăstirea are un atelier de icoane bizantine, canonice, ortodoxe, pe lemn, migălos executate, prin a căror valorificare se asigură o parte din subzistența viețuitorilor ei. Apreciate de cunoscători, icoanele pictate în Mânăstirea Cârțișoara au fost solicitate la unele expoziții de prestigiu: Expoziția Muzeului Satului, Sibiu, luna mai 1999; Smithsonian Folklife Festival, Waschinton D.C.  iulie 1999; Tîrgul de Artă Populară și Tradiții Folclorice, București, iulie 2000, expoziția de la Sibiu, septembrie, 2007 și altele.